# حاتم سيف النصر
حاتم سيف النصر،(مواليد 30 يوليو 1957)، سفير مصر السابق في بريطانيا، فرنسا، البرازيل ولبنان، يشغل حالياً منصب مساعد وزير الخارجية للشئون الأوروبية.

## دراسته
تخرج من كلية الاقتصاد والعلوم السياسية،جامعة القاهرة.

## مشواره في السلك الدبلوماسي
- 1986-1982 : سفير مصر الدائم لدى الأمم المتحدة في نيويورك
- 1993-1998 : المستشار السياسي للسفارة المصرية في واشنطن العاصمة
- 1996-1993 : مساعد وزير الخارجية للشئون الأمم المتحدة
- 2000-1996 : مساعد سفير مصر في باريس
- 2001-2000: سفير في برازيليا.
- 2002-2001: سفير في بيروت.[2]
- 2006-2002: سفير في باريس.
- 2013-2006: سفير في لندن.[3]
- 2014-حتى الآن:مساعد وزير الخارجية للشئون الأوروبية.